# 山口三夫
山口 三夫（やまぐち みつお、1928年 - 1997年11月）は、フランス文学者。
奈良県生まれ。海軍兵学校に入学し（76期）、江田島で敗戦を迎える。1948年第三高等学校入学、1949年東京大学文学部美学科に編入、ロマン・ロランに傾倒、卒業後詩作などをし、1966年多摩美術大学助教授、反アパルトヘイト運動に関わり、小宮山量平の知遇を得て理論社から著作を刊行、大学を辞職ののち、1975年静岡大学教養部助教授、教授、1990年定年退官。

## 著書
- 『詩集・影と愛』アポロン社、1958
- 『歴史の中のロマン・ロラン』勁草書房 1964
- 『ロマン・ロランの生涯』理論社、1967
- 『人間を見つめる』理論社 1969
- 『青春のたたかい -ロマン・ロランをめぐって』理論社 1969
- 『人間像・その市民的変革』理論社、1970
- 『暴力と非暴力のあいだ -知識人・歴史現実・精神の闘い』1975、蝸牛社）
- 『白い仮面、黄色い仮面 -アフリカを見すえながら』すずさわ書店、1986年
- 『枯木林に朝が来て』1991年、葡萄社
- 『ヨーロッパ近代との対話 -戦争と平和を軸に《人間》をめぐって』1993年、リーベル出版
- 『ロマン・ロランとともに -愛と平和の泉へ』1994、リーベル出版

## 翻訳
- ミケランジェロ ロマン・ロラン 上田秋夫共訳 みすず書房 1956.6
- ギリシア・ローマ神話 F・ギラン、A=V・ピエール みすず書房 1959
- 書簡・日記 蛯原徳夫・宮本正清共訳 ロマン・ロラン全集 35 みすず書房 1962
- サン=テグジュペリの生涯 ルネ・ドランジュ みすず書房 1963 (サン=テグジュペリ著作集別巻)
- ロマン・ロランの言葉』1969、弥生書房
- 自然と美学 形体・美・芸術 ロジェ・カイヨワ 法政大学出版局 1972
- 絵画への愛 ゴヤ/ピカソの世界 クロード・ロワ 松原雅典共訳 法政大学出版局 1974
- ジャン＝クリストフ（講談社、世界文学全集、1975年）
- 果てしなき愛の瞬間 マルローへの恋に生きた女 シュザンヌ・シャンタル 谷口正子共訳 読売新聞社 1977-1978
- 海に働く人びと ヴィクトル・ユゴー 篠原義近共訳 潮文庫 1978
- 精神の独立 ジャン・ゲーノ=ロマン・ロラン往復書簡 ロマン・ロラン全集 みすず書房 1982
- 政治論 芸術論 ロマン・ロラン全集 みすず書房 1983.12
- ベートーヴェン ロベール・ダルクールほか 小学館 1983.7

## 注
1. ↑  楠原彰「山口三夫とアフリカ」